# Трайко Гочев
Трайко Гочев е български революционер, велешки деец на Вътрешната македоно-одринска.

## Биография
Трайко Гочев е роден във велешкото село Ораовец, тогава в Османската империя. В 1898 година завършва българско педагогическо училище в Скопие. Влиза във ВМОРО и дълги години е член на велешкия околийски революционен комитет. Заловен от властите е заточен на остров Родос. През 1917 година подписва Мемоара на българи от Македония от 27 декември 1917 година.
Умира след 1918 година.